# Дрохтерзен
Дрохтерзен (нім. Drochtersen) — громада в Німеччині, розташована в землі Нижня Саксонія. Входить до складу району Штаде.
Площа — 126,74 км2. Населення становить 11 086 ос. (станом на 31 грудня 2021).